# João Costa-Neto
João Costa-Neto (Brasília, 29 de maio de 1991) é um professor, acadêmico, escritor, jurista e magistrado brasileiro. É Juiz de Direito Titular de Entrância Final do Tribunal de Justiça do Estado de São Paulo (TJSP) e Professor Doutor de Direito Civil da Faculdade de Direito da Universidade de Brasília. É irmão de Mateus Costa Ribeiro, que ganhou notoriedade ao tornar-se o advogado mais jovem do Brasil e dos Estados Unidos.

## Carreira

### Carreira acadêmica
Graduado em Filosofia pela Universidade de Brasília (UnB) e em Direito pela Universidade Católica de Brasília, concluiu mestrado (2013) e doutorado em Direito na UnB (2015), sob orientação do Professor Gilmar Mendes. Também concluiu mestrado em Direito Romano (2015) e pós-doutorado em Filosofia do Direito na Universidade de São Paulo (USP). Realizou pós-doutorados em Direito Civil na Universidade de Oxford (Oxon), na Ludwig-Maximilians-Universität München (LMU) e no Max-Planck-Institut für ausländisches und internationales Privatrecht (MPI-PRIV). Atualmente, é doutorando em Direito Civil pela Universidade Humboldt de Berlim, sob orientação do jurista alemão Gerhard Dannemann. Trata-se de seu segundo doutorado em Direito.
É Livre-Docente em Direito Civil pela Faculdade de Direito da Universidade de São Paulo (USP). Tornou-se Professor Doutor da Faculdade de Direito da Universidade de Brasília (UnB), mediante concurso público, em 2015. Antes, atuou por 2 anos como professor substituto da mesma instituição. A Livre-Docência é também conhecida como Habilitação nos países de língua alemã.
Integra, na condição de Investigador-Colaborador, o Centro de Investigação de Direito Privado (CIDP), vinculado ao Instituto de Direito Privado da Faculdade de Direito da Universidade de Lisboa (FDUL).
É autor de diversas obras, com destaque ao manual "Direito Civil", em volume único, obra que conta com mais de 1.600 páginas e que inclui referências ao Direito Romano e ao Direito Civil Comparado (alemão, holandês, inglês, norte-americano, etc).
Publicou em diferentes periódicos internacionais, incluindo: Oxford University Comparative Law Forum, Zeitschrift der Savigny-Stiftung für Rechtsgeschichte: Romanistische Abteilung, Rabels Zeitschrift für ausländisches und internationales Privatrecht, Revue internationale de droit comparé, International Journal of Law, Policy and the Family, Zeitschrift für Europarecht, internationales Privatrecht und Rechtsvergleichung, Tijdschrift voor Rechtsgeschiedenis, Revista General de Derecho Romano, Ratio Juris e Revista de Direito Civil (Lisboa).

### Carreira jurídica
É Juiz de Direito Titular de Entrância Final, atualmente lotado na Vara Criminal da comarca de Pindamonhangaba (SP). Em 14 de setembro de 2022, foi convocado para atuar como Juiz Auxiliar no gabinete da Ministra Isabel Gallotti, do Superior Tribunal de Justiça (STJ). Em 5 de junho de 2023, passou a exercer a função de Juiz Instrutor, na qual se mantém até o presente momento. Mesmo convocado para o STJ, optou por auxiliar semanalmente sua Vara de origem, cumulando parcialmente a jurisdição, com expressa renúncia a qualquer benefício pecuniário, realizando, toda semana, diversas audiências criminais ou da infância (protetiva e infracional), além de proferir sentenças e decisões e de promover correições e inspeções.
Em 12 de agosto de 2019, foi convocado para atuar como Juiz Auxiliar no gabinete do Ministro Luís Roberto Barroso, do Supremo Tribunal Federal.
Em 2021, recebeu da Câmara Municipal de Peruíbe, comarca em que atuou, o título de Cidadão Honorário, pela "competência" e "presteza", destacando-se a "capacidade de solucionar conflitos" e "mais de 2.700 sentenças e 3.800 decisões interlocutórias".
Assumiu a função de Juiz Eleitoral da 295ª Zona Eleitoral (biênio 2020-2022) e também compôs Turmas de Colégio Recursal.
Foi Procurador Federal de 2ª Categoria da Advocacia-Geral da União no ano de 2014.
Atuou como advogado orientador do Núcleo de Prática Jurídica (NPJ) do Centro Universitário do Planalto Central Apparecido dos Santos (UNICEPLAC) de 2011 a 2014.